# François Pirson
François-Gérard Pirson (Sart-Custinne, 24 oktober 1765 – Dinant, 10 mei 1850) was lid van het Belgisch Nationaal Congres, volksvertegenwoordiger en burgemeester.

## Levensloop
Pirson was de zoon van Gerard Pirson, een welstellende landbouwer, handelaar en eigenaar, en van Marie-Catherine Bosquet. Hij trouwde met Marie-Agnès du Pont d'Ahérée. Hij was de vader van André Pirson en Victor Pirson, de schoonbroer van Perpète du Pont d'Ahérée en de oom van Maurice du Pont d'Ahérée en van Xavier Thibaut.
Hij volgde humaniora in het college van Sedan. Hij trok nadien naar Duinkerke om er zich te volmaken in handelszaken. Hij ging vervolgens in 1789 naar Parijs, in volle Revolutietijd.
Door de in Parijs opgedane ervaring, begon hij met agitatie toen hij terug thuis kwam en stelde een pamflet op waarin hij zijn dorpsgenoten aanzette tot actie tegen de hertog van Bouillon, wegens allerlei misbruiken. Er werd tegen hem een arrestatiebevel uitgevaardigd, maar in plaats van te vluchten ging hij zich in het stadje Bouillon vertonen, waar niemand hem arresteerde. Vervolgens nam Pirson het initiatief een congres samen te roepen met vertegenwoordigers van alle gemeenten uit het hertogdom Bouillon. De bijeenkomst vond plaats in Paliseul op 7 maart 1790. Adel en clerus eisten om er als stand op vertegenwoordigd te zijn maar op aanzetten van Pirson werd dit geweigerd. Door de hertog werd deze assemblee met zijn decreet van 3 april 1790 als wettig orgaan erkend en op 19 april in Bouillon geïnstalleerd. De feodaliteit werd in het hertogdom afgeschaft, en de republiek Bouillon werd ingedeeld in kantons en gemeenten; rechtbanken en een hof van beroep werden opgericht, de tiendenbelasting werd afgeschaft, de goederen van de pastorie en van de kerk werden overgedragen op de gemeenten, mits deze de wedden van de pastoor en zijn helpers moesten betalen, evenals alle kosten voor de eredienst.
Toen Bouillon bij Frankrijk werd ingelijfd, werd Pirson afgevaardigd naar de Franse Nationale Grondwetgevende Vergadering, waar hij de (voor)rechten van zijn medeburgers ging verdedigen, onder meer op de markt van Sedan. Hij ging hierover onderhandelen met Mirabeau en Merlin de Douai en de Assemblée constituante van Bouillon riep op 1 augustus 1790 de zelfstandigheid van het hertogdom uit, dat hem voldoening gaf en dat door Lodewijk XVI werd ondertekend. Nog in 1792 werd dit door de Franse Wetgevende Vergadering bevestigd.
De periode 1793-1794 was in Bouillon al even onrustig als elders. Tegenover de invallende Franse troepen bleef Pirson de leider die onderhandelde en die desnoods naar Parijs trok om er de machthebbers van het moment te gaan interpelleren.
Op 26 oktober 1795 besliste de Nationale Franse Conventie de aanhechting van Bouillon bij Frankrijk. Pirson werd 'commissaire du Directoire exécutif' met onder meer als opdracht de kantons Orchimont en Gedinne te organiseren, binnen het departement Samber en Maas. In maart 1796 werd hij voorzitter van de centrale administratie van het departement en maakte dat de stem van het vroegere hertogdom Bouillon gehoord bleef, naast die van Luxemburg, Luik en Namen.
Onder het Franse Consulaat bleef Pirson nog actief in het bestuur van de onderprefectuur van Saint-Hubert en in het departement. Hij was in 1802 getrouwd met Marie-Agnès du Pont d'Hahérée, dochter van Jean-Florent Du Pont, die heer van Wève was geweest. Het gezin kreeg vijf kinderen en woonde sedertdien in Dinant. Hij verliet toen voorlopig de politieke activiteiten.
Van 1816 tot 1819 was hij lid van de Provinciale Staten van de provincie Namen. In 1819 werd hij verkozen tot lid van de Tweede Kamer en hij werd er snel een van de opposanten tegen allerhande wetten en maatregelen die hij ongunstig achtte voor zijn regio. Hij werd dan ook na drie jaar geweerd. Hij was trouwens meestal afwezig gebleven. Het twintigtal tussenkomsten die hij hield over fiscale en financiële kwesties, bleven niet onopgemerkt.

## België
In 1830 werd hij weer actief en nam hij de leiding van de revolutiegezinden in Dinant. Het Voorlopig Bewind in Brussel benoemde hem tot arrondissementscommissaris en de kiezers stuurden hem naar het Nationaal Congres. Hij was een bijzonder actief lid en hield 46 tussenkomsten in openbare zitting. Hij deed het soms nogal kleurrijk en door zijn collega's lijkt hij niet altijd voor vol te zijn aanzien. 
Pirson stemde uiteraard voor de onafhankelijkheidsverklaring en voor de eeuwigdurende uitsluiting van de Nassaus. Bij de februaristemmingen, koos hij voor de hertog van Nemours en voor Surlet de Chokier. Bij de stembeurt over de kandidatuur van Leopold van Saksen Coburg onthield hij zich en hij stemde tegen het Verdrag der XVIII artikelen.
In 1831 werd hij verkozen in het eerste parlement als liberaal volksvertegenwoordiger voor het arrondissement Dinant en bleef dit mandaat vervullen tot in 1843. Hij was tegen het aanvaarden van het Verdrag der XXIV artikelen en maakte gebruik van het feit dat hij als ouderdomsdeken de openingszitting van 14 november 1838 voorzat om hevig tegen dit verdrag, dat weldra moest worden goedgekeurd, van leer te trekken. Hij werd in het parlement opgevolgd door zijn zoon, Victor Pirson, die later ook gouverneur van Namen werd.
François Pirson was vanaf 1817 lid van het gemeentebestuur van Dinant. In 1818 was hij dienstdoend burgemeester en van 1819 tot 1821 was hij weer gemeenteraadslid. Van 1830 tot 1848 was hij burgemeester van deze stad.